# Белоусов, Пётр Петрович (художник)
Пётр Петро́вич Белоу́сов (16 [29] мая 1912, Бердянск, Таврическая губерния — 31 марта 1989, Ленинград) — русский советский живописец и график, представитель ленинградского соцреализма, близкий ученик Исаака Бродского, педагог; мастер исторической картины на тематику ленинианы и первых советских десятилетий, также работал как портретист и пейзажист. Член Союза художников СССР (с 1939), член-корреспондент Академии художеств СССР (с 1979). Народный художник РСФСР (1976)

## Биография
Пётр Петрович Белоусов родился 16 (29) мая 1912 года в Бердянске (ныне Запорожская область Украины).
В конце 1920-х годов учился в студии Я. С. Хаста. В 1929 году Белоусов знакомится со своим земляком Исааком Бродским и по его приглашению едет в Ленинград, где под его руководством занимается рисунком и живописью. Также посещает студии при АХР и Общине художников. Работает в ОСВОДе и Изокооперативе художников.
В 1932 году Белоусов поступает на рабфак при Институте пролетарского изобразительного искусства, а в 1933-м его принимают на живописное отделение Ленинградского института живописи, скульптуры и архитектуры; его наставниками в институте наряду с Ис. Бродским состояли Михаил Бернштейн, Павел Наумов, Александр Любимов и Владимир Серов. В 1939 году Белоусов окончил институт по мастерской Ис. Бродского с присвоением звания художника живописи, в одном выпуске с Николаем Андрецовым, Глебом Вернером, Алексеем Грицаем, Михаилом Козеллом, Львом Ореховым, Лией Островой, Еленой Скуинь, Николаем Тимковым, Борисом Щербаковым и другими известными в будущем советскими художниками. Дипломная работа — картина «Свидание Ленина со Сталиным».
В 1939 году Белоусов был принят в члены ЛОСХ. С этого же года он начал преподавать в Институте живописи, скульптуры и архитектуры. С 1956 года заведовал кафедрой рисунка, профессор с 1961 года.
Белоусов участвовал в выставках с 1930 года, экспонируя свои работы вместе с произведениями ведущих ленинградских художников. Писал портреты, пейзажи, жанровые и исторические композиции. Работал в технике масляной живописи, карандашного рисунка, пастели, офорта, литографии. Ведущий жанр — историческая картина. Наибольшую известность приобрёл как автор исторических картин на ленинскую и революционную тему. Манеру письма Петра Белоусова отличали приверженность традициям академической школы. В совершенстве владел техникой рисунка.

Могила П. Белоусова на Литераторских мостках в Санкт-Петербурге.

Среди созданных Белоусовым произведений картины «Портрет молодой женщины» (Т. П. Мясоедова-Бродская) (1932), «С. М. Киров на XVII съезде ВКП(б)» (1939), «В. И. Ленин среди делегатов III съезда комсомола» (1949), «Мы пойдём другим путём» (1951), «Патриотка Греции» (1954), «За чтением», «Покушение на В. И. Ленина в 1918 году» (обе 1957), «Портрет генерал-лейтенанта М. Ф. Ремизова» (1972), «Кировцы», «Портрет Е. А. Белоусовой» (обе 1975), «Портрет дочери» (1977), «В. И. Ленин в Швейцарии», «Портрет хирурга» (обе 1978), «Из дневника блокады», «Никто не забыт» (обе 1980) и другие.
Важные вехи биографии художника:
- заслуженный деятель искусств РСФСР (1970),
- Народный художник РСФСР (1976),
- член-корреспондент АХ СССР (1979)[21],
- персональные выставки произведений Петра Белоусова состоялись в Вологде (1959), Москве (1982) и Ленинграде (1987).

Скончался 31 марта 1989 года в Ленинграде; похоронен на Литераторских мостках.
Произведения П. П. Белоусова находятся в музеях и частных собраниях в России, Великобритании, Франции, США и других странах. Известны живописные, графические и скульптурные портреты П. Белоусова, исполненные в разные годы ленинградскими художниками, в том числе И. Крестовским.

## Выставки
- 1938 год (Москва): Выставка «XX лет РККА и Военно-Морского флота».
- 1951 год (Ленинград): Выставка произведений ленинградских художников 1951 года.
- 1954 год (Ленинград): Выставка произведений ленинградских художников 1954 года в Государственном Русском музее.
- 1956 год (Ленинград): Осенняя выставка произведений ленинградских художников 1956 года.
- 1957 год (Ленинград): 1917—1957. Юбилейная выставка произведений ленинградских художников, посвящённая 40-летию Великой Октябрьской социалистической революции.
- 1957 год (Москва): Всесоюзная художественная выставка, посвящённая 40-летию Великой Октябрьской социалистической революции.
- 1958 год (Ленинград): Осенняя выставка произведений ленинградских художников 1958 года.
- 1960 год (Ленинград): Выставка произведений ленинградских художников в Государственном Русском музее.
- 1960 год (Москва): Советская Россия. Республиканская художественная выставка 1960 года.
- 1961 год (Ленинград): Выставка произведений ленинградских художников 1961 года.
- 1964 год (Ленинград): Ленинград. Зональная выставка произведений ленинградских художников 1964 года.
- 1965 год (Москва): Советская Россия. Вторая Республиканская художественная выставка 1965 года.
- 1972 год (Ленинград): Наш современник. Вторая выставка произведений ленинградских художников 1972 года.
- 1975 год (Ленинград): Наш современник. Зональная выставка произведений ленинградских художников 1975 года.
- 1976 год (Москва): Изобразительное искусство Ленинграда. Ретроспективная выставка произведений ленинградских художников.
- 1977 год (Ленинград): Выставка произведений ленинградских художников 1977 года, посвящённая 60-летию Великого Октября.
- 1980 год (Ленинград): Зональная выставка произведений ленинградских художников 1980 года.
- Январь 1992 года (Париж): Выставка «Санкт-Петербургская школа».
- Февраль 1993 года (Брюссель): Выставка «Русские художники».
- 1994 год (Санкт-Петербург): 'Выставка «Ленинградские художники. Живопись 1950—1980-х годов» в залах Санкт-Петербургского Союза художников.
- 1995 года (Санкт-Петербург): Выставка «Лирика в произведениях художников военного поколения. Живопись. Графика» в Мемориальном музее Н. А. Некрасова.